# Piano Man (lied)
Piano Man is de eerste single van de Amerikaanse zanger-muzikant Billy Joel. De single is afkomstig van zijn tweede studioalbum Piano Man uit 1973. Op 2 november dat jaar werd de single eerst in de VS, Canada, Australië en Nieuw-Zeeland uitgebracht. Op 18 april 1975 volgde Europa.

## Achtergrond
Na de slechte commerciële start met zijn debuutalbum wilde Joel van zijn platencontract met Family Productions af, om zodoende over te kunnen stappen naar Columbia Records. Hij moest daarvoor zes maanden muzikaal onderduiken; hij speelde om geld te verdienen daadwerkelijk als barpianist onder de schuilnaam Bill Martin in Los Angeles en omgeving. De Piano Man verwijst naar die periode.

## Opzet
De coupletten van het lied worden gezongen vanuit het perspectief van een pianist in een bar. Hij omschrijft in het lied de mensen voor en achter de bar vanuit zijn positie als pianist. Teleurstellingen, niet uitgekomen dromen en vastgelopen levens komen aan bod. Een oude man, de barkeeper, de vrouwelijke ober, een zakenman, stamgasten en een United States Navy-marinier (waarvan deels ook kennissen van Joel) komen voorbij in het lied. De pianist ziet het als zijn taak om hun leven even op te vrolijken en ze hun problemen te laten vergeten.
Het refrein wordt gezongen vanuit het perspectief van het barpersoneel en de gasten, die de pianist aanmoedigen nog wat voor ze te spelen.
De zin "they put bread in my jar" is een voorbeeld van Cockney rhyming slang. "Bread" is een verkorting van "Bread and honey", wat rijmt op "Money".

## Uitgave en succes
Het in walsachtige stijl geschreven lied paste toen (nog) niet goed op een single, met een originele lengte van 5:38 was het te lang. Joel schreef daarover in zijn eigen lied The Entertainer: "It was a beautiful song, but it ran too long. If you're gonna have a hit, you gotta make it fit. So they cut it down to 3:05". Het lied werd ingekort door twee coupletten samen te smelten tot één om op de radio gespeeld te worden; het lied duurt in de singleversie echter 3:48 dan wel 4:30.
B-kant was op de eerste versie You’re My Home; bij de tweede The Entertainer.
De plaat werd slechts in een paar landen een (radio)hit. In thuisland de Verenigde Staten behaalde deze goede verkoopcijfers, met een 25e positie in de Billboard Hot 100. In buurland Canada werd de 10e positie behaald, Australië de 20e, Nieuw-Zeeland de 14e en in Ierland de 83e positie.
In Nederland werd de plaat in het voorjaar van 1975 veel gedraaid op Hilversum 3 maar behaalde desondanks géén notering in de destijds twee landelijke hitlijsten op de nationale publieke popzender, zowel de Nederlandse Top 40 als de Tipparade (destijds uitgezonden tussen 14:00 en 18:00 uur door de TROS tijdens De nationale donderdagmiddag gebeurtenis). Ook in de Nationale Hitparade werd géén notering behaald.
In België behaalde de plaat géén notering in zowel de voorloper van de Vlaamse Ultratop 50 als de Vlaamse Radio 2 Top 30 en de Waalse hitlijst.
Wel staat de plaat sinds de allereerste editie in december 1999 steevast bij de bovenste 100 in de jaarlijkse NPO Radio 2 Top 2000 van de Nederlandse publieke radiozender NPO Radio 2. In december 2014 steeg de plaat zelfs voor het eerst naar de top 10, onder meer vanwege de hernieuwde aandacht voor de plaat dankzij een radio- en televisie reclamespot van de Nederlandse Spoorwegen, waarin de plaat prominent te horen was. NPO Radio 2 heeft het stemgedrag voor de Top 2000 per leeftijdscategorie geanalyseerd. Daaruit komt naar voren dat in de leeftijdscategorie 16-25 jaar de plaat op de 3e plaats staat en in de leeftijdscategorie 26-30 jaar zelfs op de 2e plaats.
In de zomer van 2019 vertolkte Jeroen van der Boom Piano Man tijdens Toppers in Concert in de Johan Cruijff Arena. Deze liveversie werd op single uitgebracht.

## Hitnoteringen

### Single Top 100
| Hitnotering: (week 1 t/m 3) 14-06-2014 t/m 28-06-2014 Hitnotering: (week 4) 05-01-2019 Hitnotering: (week 5) 09-01-2021 | Hitnotering: (week 1 t/m 3) 14-06-2014 t/m 28-06-2014 Hitnotering: (week 4) 05-01-2019 Hitnotering: (week 5) 09-01-2021 | Hitnotering: (week 1 t/m 3) 14-06-2014 t/m 28-06-2014 Hitnotering: (week 4) 05-01-2019 Hitnotering: (week 5) 09-01-2021 | Hitnotering: (week 1 t/m 3) 14-06-2014 t/m 28-06-2014 Hitnotering: (week 4) 05-01-2019 Hitnotering: (week 5) 09-01-2021 | Hitnotering: (week 1 t/m 3) 14-06-2014 t/m 28-06-2014 Hitnotering: (week 4) 05-01-2019 Hitnotering: (week 5) 09-01-2021 | Hitnotering: (week 1 t/m 3) 14-06-2014 t/m 28-06-2014 Hitnotering: (week 4) 05-01-2019 Hitnotering: (week 5) 09-01-2021 | Hitnotering: (week 1 t/m 3) 14-06-2014 t/m 28-06-2014 Hitnotering: (week 4) 05-01-2019 Hitnotering: (week 5) 09-01-2021 | Hitnotering: (week 1 t/m 3) 14-06-2014 t/m 28-06-2014 Hitnotering: (week 4) 05-01-2019 Hitnotering: (week 5) 09-01-2021 | Hitnotering: (week 1 t/m 3) 14-06-2014 t/m 28-06-2014 Hitnotering: (week 4) 05-01-2019 Hitnotering: (week 5) 09-01-2021 |
| Week: | 1 | 2 | 3 | | 4 | | 5 | |
| --- | --- | --- | --- | --- | --- | --- | --- | --- |
| Positie: | 77 | 68 | 56 | uit | 81 | uit | 94 | uit |

### Evergreen Top 1000
| Evergreen Top 1000 "Piano Man" | Evergreen Top 1000 "Piano Man" | Evergreen Top 1000 "Piano Man" | Evergreen Top 1000 "Piano Man" | Evergreen Top 1000 "Piano Man" | Evergreen Top 1000 "Piano Man" | Evergreen Top 1000 "Piano Man" | Evergreen Top 1000 "Piano Man" | Evergreen Top 1000 "Piano Man" | Evergreen Top 1000 "Piano Man" | Evergreen Top 1000 "Piano Man" | Evergreen Top 1000 "Piano Man" | Evergreen Top 1000 "Piano Man" | Evergreen Top 1000 "Piano Man" | Evergreen Top 1000 "Piano Man" | Evergreen Top 1000 "Piano Man" | Evergreen Top 1000 "Piano Man" |
| Jaar                           | 2008                           | 2009                           | 2010                           | 2011                           | 2012                           | 2013                           | 2014                           | 2015                           | 2016                           | 2017                           | 2018                           | 2019                           | 2020                           | 2021                           | 2022                           | 2023                           |
| ------------------------------ | ------------------------------ | ------------------------------ | ------------------------------ | ------------------------------ | ------------------------------ | ------------------------------ | ------------------------------ | ------------------------------ | ------------------------------ | ------------------------------ | ------------------------------ | ------------------------------ | ------------------------------ | ------------------------------ | ------------------------------ | ------------------------------ |
| Positie                        | -                              | -                              | -                              | -                              | -                              | -                              | -                              | 75                             | 61                             | 36                             | 32                             | 33                             | 34                             | 31                             | 31                             | 37                             |

### NPO Radio 2 Top 2000
| Nummer met noteringen in de NPO Radio 2 Top 2000 | '99 | '00 | '01 | '02 | '03 | '04 | '05 | '06 | '07 | '08 | '09 | '10 | '11 | '12 | '13 | '14 | '15 | '16 | '17 | '18 | '19 | '20 | '21 | '22 | '23 | '24 |
| ------------------------------------------------ | --- | --- | --- | --- | --- | --- | --- | --- | --- | --- | --- | --- | --- | --- | --- | --- | --- | --- | --- | --- | --- | --- | --- | --- | --- | --- |
| Piano Man                                        | 121 | 83  | 57  | 58  | 60  | 66  | 49  | 54  | 34  | 50  | 45  | 45  | 29  | 36  | 18  | 7   | 6   | 4   | 4   | 3   | 3   | 4   | 5   | 4   | 4   | 5   |

1. ↑  Een vetgedrukt getal geeft de hoogste notering aan.